# Wereldkampioenschappen badminton junioren 2000
De 5e editie van de Wereldkampioenschappen badminton junioren werden in 2000 georganiseerd door de Chinese stad Guangzhou. Tevens was dit de eerste editie waarbij, naast de individuele wedstrijd ook een team wedstrijd werd gehouden.

## Individuele wedstrijd

### Medaillewinnaars
| Onderdeel      | 1e plaats             | 2e plaats              | 3e plaats                         |
| -------------- | --------------------- | ---------------------- | --------------------------------- |
| Jongens enkel  | Bao Chunlai           | Sony Dwi Kuncoro       | Lin Dan                           |
| Jongens enkel  | Bao Chunlai           | Sony Dwi Kuncoro       | Lee Chong Wei                     |
| Meisjes enkel  | Wei Yan               | Wang Rong              | Chien Yu-Chin                     |
| Meisjes enkel  | Wei Yan               | Wang Rong              | Yu Jin                            |
| Jongens dubbel | Sang Yang Zheng Bo    | Xie Zhongbo Cao Chen   | Hendra Aprida Gunawan Markis Kido |
| Jongens dubbel | Sang Yang Zheng Bo    | Xie Zhongbo Cao Chen   | Sing Qi Jiang Lai                 |
| Meisjes dubbel | Wei Yili Zhang Yawen  | Li Yujia Zhao Tingting | Zhou Bingqing Zhang Lu            |
| Meisjes dubbel | Wei Yili Zhang Yawen  | Li Yujia Zhao Tingting | Wu Ying Li Yanzhen                |
| Gemengd dubbel | Sang Yang Zhang Yawen | Zheng Bo Wei Yili      | Hendra Gunawan Lita Nurlita       |
| Gemengd dubbel | Sang Yang Zhang Yawen | Zheng Bo Wei Yili      | Lee Jae-jin Hwang Yu-mi           |

## Team wedstrijd
| Einduitslag: |                |     |            |     |               |
| Nr.          | Land           | Nr. | Land       | Nr. | Land          |
| Goud         | China          | 9.  | Singapore  | 17. | Hong Kong     |
| Zilver       | Zuid-Korea     | 10. | Rusland    | 18. | Frankrijk     |
| Brons        | Indonesië      | 11. | Denemarken | 19. | Roemenië      |
| 4.           | Chinees Taipei | 12. | Australië  | 20. | Nieuw-Zeeland |
| 5.           | Thailand       | 13. | India      | 21. | Canada        |
| 6.           | Duitsland      | 14. | Nederland  | 22. | Tsjechië      |
| 7.           | Japan          | 15. | Italië     | 23. | Zuid-Afrika   |
| 8.           | Engeland       | 16. | Zweden     | 24. | Macau         |

## Medaille klassement
|    | Land           | Goud | Zilver | Brons | Totaal |
| -- | -------------- | ---- | ------ | ----- | ------ |
| 1. | China          | 6    | 4      | 5     | 15     |
| 2. | Indonesië      | 0    | 1      | 2     | 3      |
| 3. | Zuid-Korea     | 0    | 1      | 1     | 2      |
| 4. | Chinees Taipei | 0    | 0      | 1     | 1      |
| 4. | Maleisië       | 0    | 0      | 1     | 1      |